# Pseudanurophorus montanus
Pseudanurophorus montanus är en urinsektsart som beskrevs av Olga M. Martynova 1971. Pseudanurophorus montanus ingår i släktet Pseudanurophorus och familjen Isotomidae. Inga underarter finns listade i Catalogue of Life.